# Caynham Camp
Caynham Camp är ett slott i Storbritannien.   Det ligger i grevskapet Shropshire i riksdelen England, i den södra delen av landet, 200 km nordväst om huvudstaden London. Caynham Camp ligger 170 meter över havet.
Terrängen runt Caynham Camp är platt åt sydväst, men åt nordost är den kuperad.Runt Caynham Camp är det ganska glesbefolkat, med 42 invånare per kvadratkilometer. Närmaste större samhälle är Ludlow, 3,4 km nordväst om Caynham Camp. Trakten runt Caynham Camp består till största delen av jordbruksmark.